# Batalha de Buena Vista
A Batalha de Buena Vista (23 de fevereiro de 1847), também chamada de Batalha de la Angostura, foi um conflito armado entre o Exército dos Estados Unidos da América e o Exército do México, durante a Guerra México-Estados Unidos. Graças ao ostensivo uso da Artilharia, os americanos conseguiram repelir o mais numeroso exército inimigo (16 000 soldados contra os 4 500 dos americanos, números contestados pelos mexicanos), considerando isso uma vitória enquanto os mexicanos consideraram a luta um empate tático e uma derrota estratégica advinda de uma súbita retirada do campo de batalha do comandante, o Generalíssimo Don Antonio López de Santa Anna. Buena Vista era uma vila do Estado da Coahuila, 12 quilômetros ao sul de Saltillo, no nordeste do México. 

## Circunstâncias

### Forças mexicanas

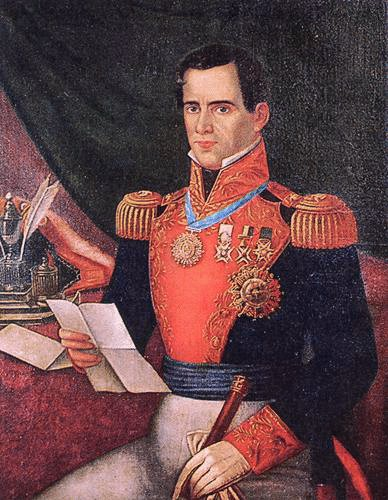
Antonio López de Santa Anna

O Exército do Norte, que havia capitulado em Monterrei sob as ordens do general Don Pedro de Ampudia, se dirigiu à Saltillo e depois a San Luis Potosí, chegando em 17 de outubro de 1846. Nesse local as forças republicanas lideradas por Santa Anna estavam se reunindo para enfrentar novamente os americanos no Norte do país. Em meados de novembro foram incorporados 2 000 homens de Guadalajara, composto da tropa regular e de um corpo da Guarda Nacional. O general Don Gabriel Valencia veio com as forças auxiliares de  Guanajuato.
Santa Anna dedicou-se a reorganização, treinamento e estoque de provisões, além de fortificar os povoados de Santiago e Tlaxcala diante das notícias de que Zachary Taylor havia se movido até Saltillo.
Ao fim dos preparativos, Santa Anna marchou para o Norte em superioridade numérica, pretendendo com isso expulsar Taylor do México.

### Forças Americanas

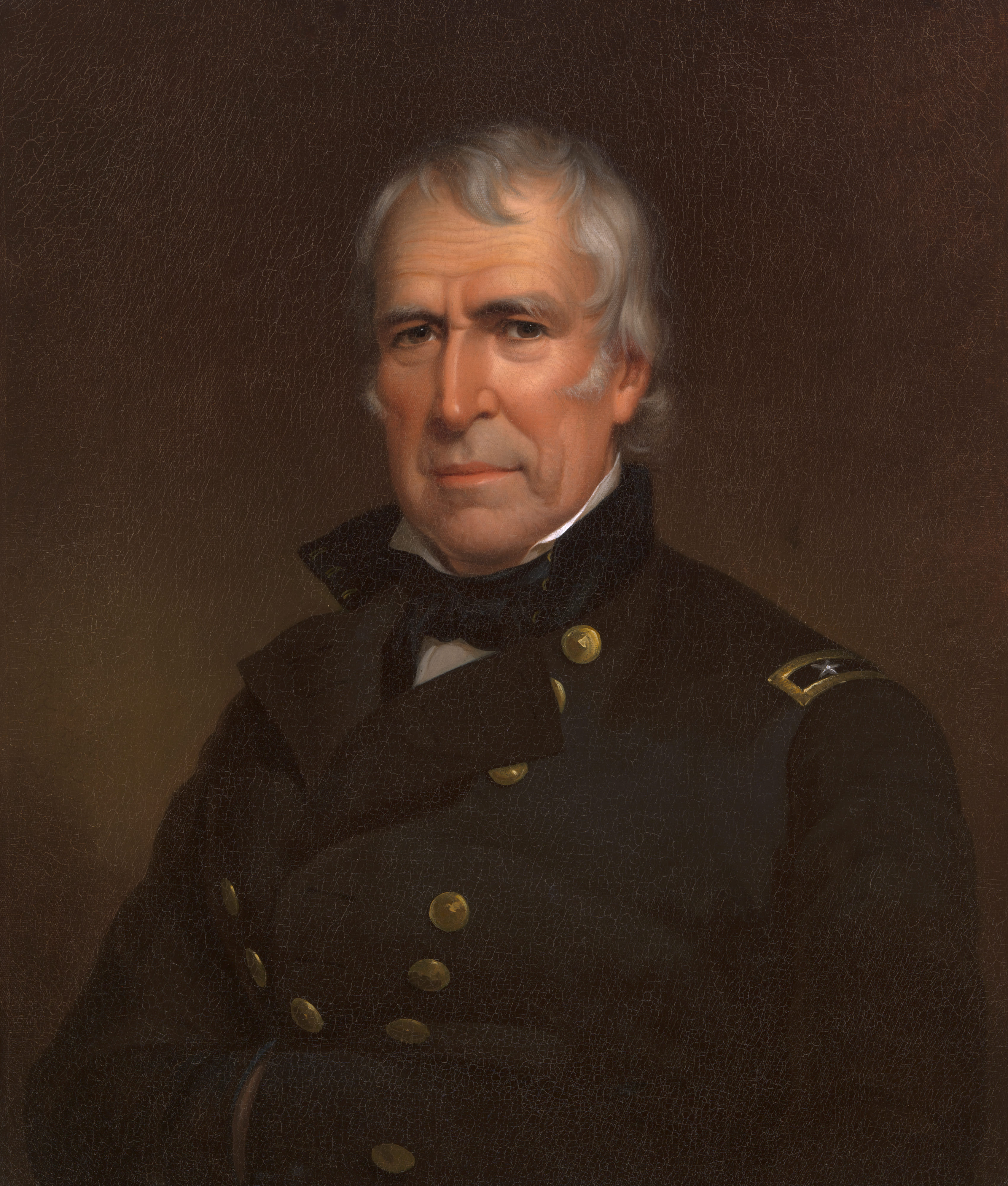
Zachary Taylor

Após a Batalha de Monterrei em setembro de 1846, a maior parte do Exército de Ocupação do  major-general Zachary Taylor foi enviado para a costa do Golfo do México para apoiar a ofensiva da expedição de Winfield Scott contra a Cidade do México. Taylor achou que o  presidente James K. Polk queria impedi-lo de obter maior sucesso militar e com isso atrapalhar a sua candidatura para a presidência. Então Taylor resolveu ignorar as ordens presidenciais de ficar em Monterrei e marchou para mais dentro do México em direção a Saltillo. Taylor chamou John E. Wool de uma expedição à Chihuahua e pediu para que fosse se encontrar com ele em Saltillo. Com a divisão de Wool, as forças americanas somaram 4 500 soldados, a maioria de unidades de voluntários que lutavam a primeira vez. 
A chegada do general Wool em Saltillo foi retratada em fotografias pioneiras por intermédio da invenção de Louis Daguerre(1839).

## Batalha

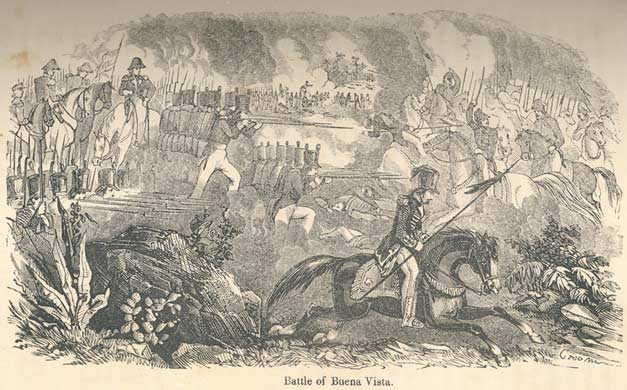
Tropas americanas na batalha.

Taylor percebeu que Santa Anna marchava para o norte e se moveu por dezenove milhas até o sul de Saltillo, em Agua Nueva. Taylor enviou o Major Ben McCulloch, dos Texas Ranger, para descobrir a posição do exército mexicano. McCulloch encontrou Santa Anna a 100 km ao sul e informou isso a Taylor em 21 de fevereiro. Taylor foi para uma passagem nas montanhas em Buena Vista, vinte milhas de Agua Nueva. O general Wool ficou para a defesa. Santa Anna chegou em Agua Nueva com 12 000 homens, uma força diminuída em razão da deserção e da exaustiva marcha. Santa Anna viu o movimento inimigo para Buena Vista e achou que era uma retirada desordenada e mandou um aviso para se renderem. Taylor tinha retornado a Saltillo para se assegurar sobre a segurança de seus suprimentos. O ajudante de Taylor, William Wallace Smith Bliss, negou a rendição. 
Santa Anna ordenou o avanço a galope da cavalaria para que a mesma se reunisse a vanguarda em  Porto de La Angostura. No caminho encontrou o exército do general Taylor, entrincheirado no terreno acidentado
O exército mexicano contava com pouco mais de 9 000 infantes e 3 000 ginetes (16 000 homens segundo os historiadores americanos), apoiados por apenas poucas peças de artilharia, inclusive 17 canhões de grosso calibre. Os mexicanos estimaram que o exército americano contava com 9 000 homens (não ratificado pelos historiadores americanos que confirmaram cerca de 4 500), com artilharia superior e melhor equipamento, além de experimentados artilheiros, que lhes dariam uma vantagem fundamental durante a batalha.
Na manhã de 23 de fevereiro, o general Pedro de Ampudia atacou o flanco esquerdo dos americanos, guarnecido pela Segunda Brigada de Indiana liderada por Joseph Lane, enquanto Santa Anna ia pelo centro. Os voluntários americanos receberam o apoio da bateria de artilharia. Wool enviou mensagem para o general Lane para segurar a linha a qualquer custo.  
O general Taylor voltou ao campo, escoltado pelos atiradores de rifles de Mississippi do coronel Jefferson Davis. Esse grupo atacou o flanco de Ampudia e Davis foi ferido no pé. Wool recuou e usou os muros de uma hacienda de Buena Vista como uma posição defensiva apoiada pela bateria de Thomas W. Sherman e dois regimentos de dragões. A Terceira Brigada de Indiana chegou para apoiar  Davis e conseguiram resistir ao ataque mexicano, que carecia de artilharia. As tropas de reserva de Taylor conseguiram rechaçar a infantaria mexicana causando-lhes grandes baixas. A cavalaria mexicana também sofreu, ficando um tempo de fora da batalha.
Santa Anna pretendia tomar um alto cume a esquerda dos americanos. A Brigada Ligeira mexicana enfrentou os atiradores de rifles, com o combate ficando equilibrado durante bastante tempo, terminado com a retirada dos americanos e a interrupção com a chegada da noite.

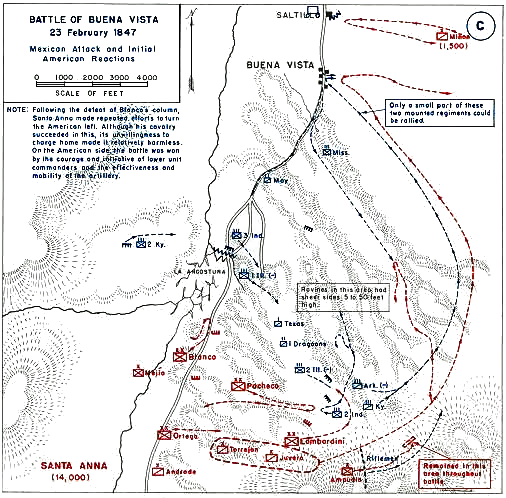
Mapa da Batalha de Buena Vista.

Ao final do dia Santa Anna tentou uma investida contra a frente inimiga com todas as forças reunidas. Conseguiram romper a frente inimiga e recuperar terreno. O general Francisco Pérez avançou apoiado pela artilharia. Impedido de retirar-se ao norte pela cavalaria inimiga, Taylor voltou a se entrincheirar em uma linha que ia desde Buena Vista até a entrada da garganta, alinhado suas reservas e artilharias que em grande parte permaneciam intactas. 
A bateria de artilharia de Braxton Bragg recebeu as ordens de Taylor para repelir o ataque. O ataque de Pérez acabou com uma pesada chuva. À noite, Santa Anna declarou vitória e foi para Agua Nueva, segundo alguns após receber uma carta da Cidade do México que o alertava sobre a possibilidade de um Golpe de Estado.

## Resultados
A batalha foi o último dos grandes confrontos da guerra no Nordeste do México. E foi a maior batalha de  Taylor e também a sua última; ele retornaria aos Estados Unidos para tentar a carreira política. Seu sucesso em Buena Vista e as ordens que deu ao Capitão Bragg se tornariam lendárias no país com a campanha presidencial americana de 1848. Santa Anna sofreu grandes perdas. Na Cidade do México enfrentou uma dissensão política e mais tarde foi forçado a defender a cidade contra o exército de Winfield Scott.
Buena Vista no Condado de Iowa recebeu esse nome em 1859 em memória da batalha, seguida por outras cidades tais como Buena Vista (Virgínia) e Buena Vista (Alabama).
Pessoas conhecidas morreram na batalha, tais como Henry Clay, Jr., segundo filho do colonizador americano Henry Clay, oponente feroz da Guerra com o México. Archibald Yell, governador do Arkansas, também foi morto quando comandava a Cavalaria de Voluntários do Arkansas. 

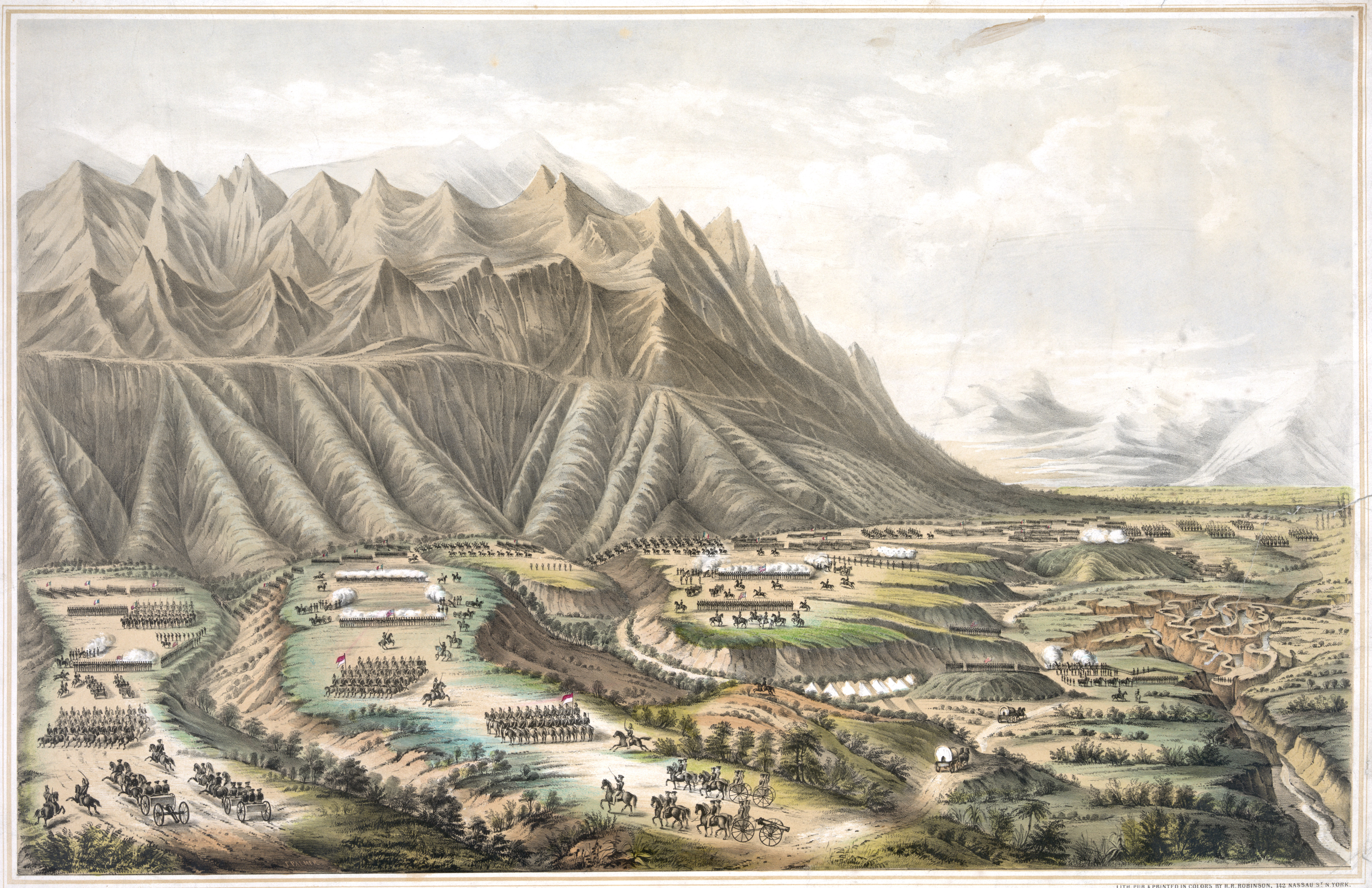
Gravura de 1847 que retrata a batalha, de um esboço do Major Eaton, auxiliar de Taylor.